# Catwoman
Catwoman  ili Žena mačka (alter ego Seline Kyle) lik je iz stripova izdavačke kuće DC Comics, usko povezan s Batmanovom franšizom. 

## Povijest
Stvorili su je Bill Finger i Bob Kane, a prvi se put pojavila u prvom stripu o čovjek-šišmišu, 1940. godine.
Catwoman je u početku bila tek kradljivica dragulja i Batmanova neprijateljica, ali kako je u 1970-ima i '80-ima Batman postajao mračniji, a ona seksipilnija, autori su odlučili stvoriti kontinuiranu ljubavnu priču između dva protivnika.
Seksi i gipka, Catwoman bila je očit izbor za često prikazivanje u brojnim filmskim izvedbama: Julie Newmar i Eartha Kitt igrale su je u '60-ima, a najvjernijom se Catwoman i danas smatra Michelle Pfeiffer iz "Batman se vraća" Tima Burtona.
Godine 2004., oskarovka Halle Berry glumila je mačkastu kradljivicu u filmu Catwoman francuskog redatelja video spotova Pitofa, no film se slabo držao stripovske osnovice (najočitiji primjer je to što alter ego žena-mačke u ovom filmu nije Selina Kyle, već tamnoputa Patience Philips). Film je bio jedan od najvećih neuspjeha godine, kako kod kritičara, tako i na blagajnama kina. Anne Hathaway glumi Selinu Kyle (žena-mačku) u filmu "Vitez tame: Povratak", nastavku filma "Vitez tame".
U igranoj seriji Gotham (2014. – 2019.) mladu Selinu Kyle tumači Camren Bicondova.
Godine 2022. u ulozi se pojavljuje Zoë Kravitz u filmu The Batman te je njen prikaz jako pohvaljen.

## Vanjske poveznice
|  | Zajednički poslužitelj ima još gradiva o temi Žena-mačka |